# I Love (Das Pop)
I Love (I ♥) is het debuutalbum van de Belgische indiepopgroep Das Pop. In 1998 won de band Humo's Rock Rally. Het prijzengeld werd gebruikt om in Londen de single A Different Beat op te nemen. Onder PIAS verschenen daarna de singles The Little Boy, Electronica For Lovers en Tonight. In 2000 werd, eveneens onder PIAS, begonnen met de opnames van het debuutalbum. De drie laatstgenoemde singles kwamen als bonustrack terecht op een gelimiteerde uitgave. Het album stond vijf weken in de Vlaamse Ultratop 200 Albums, waarvan een week op nummer 16.

## Tracklist
Alle teksten zijn geschreven door Das Pop met uitzondering van track 99 (Tony Waddington, Wayne Bickerton), alle muziek is geschreven door Das Pop.
| Nr. | Titel                             | Duur |
| --- | --------------------------------- | ---- |
| 1.  | The One                           | 4:46 |
| 2.  | Such A Day                        | 4:12 |
| 3.  | Baby Of Gold                      | 3:43 |
| 4.  | A Naked Girl                      | 3:19 |
| 5.  | The Love Program                  | 3:32 |
| 6.  | Forever                           | 4:48 |
| 7.  | Rosie                             | 3:25 |
| 8.  | Ordinary Sunset                   | 5:34 |
| 9.  | Sing Song                         | 3:31 |
| 10. | True                              | 5:40 |
| 11. | All For Love                      | 4:49 |
| 12. | The Little Boy (Track 97)         |      |
| 13. | Electronica For Lovers (Track 98) |      |
| 14. | Tonight (Track 99)                |      |

Er zijn twee gelimiteerde uitgaven verschenen. Een daarvan bevat een bonus-cd met live materiaal.
| Nr. | Titel              | Duur |
| --- | ------------------ | ---- |
| 1.  | The One            |      |
| 2.  | The Love Program   |      |
| 3.  | Ordinary Sunset    |      |
| 4.  | All The Other Ones |      |
| 5.  | Baby Of Gold       |      |
| 6.  | True               |      |

## Credits

### Bezetting
- Bent Van Looy (zang, drums)
- Lieven Moors (gitaar)
- Reinhard Vanbergen (gitaar)
- Niek Meul (bas)
- Tom Kestens (keyboard)
- Herbert Lanckhorst (dirigent)
- Véronique Gillis (strijkwerk)
- Karel Steylaerts (strijkwerk)
- Mark Steylaerts (strijkwerk)
- Marc Tooten (strijkwerk)
- Frederik Heirman (trombone)

### Productie
- Bent Van Looy (hoesontwerp)
- Klaas Ruysschaert (hoesontwerp)
- Guy Davie (mastering)
- Phil Vinall (mix)